# Pere el Cerimoniós
Pere el Cerimoniós o el del Punyalet, anomenat també Pere IV d'Aragó i Pere III de Catalunya-Aragó (Balaguer, Principat de Catalunya, 5 de setembre de 1319 - Barcelona, 5 de gener de 1387), fou sobirà de la Corona d'Aragó amb els títols de rei d'Aragó, de València, de Sardenya i comte de Barcelona (1336-1387). Més tard fou també rei de Mallorca (1343-1387), duc d'Atenes i de Neopàtria (1381-1387) i finalment comte d'Empúries (1386-1387).

## Orígens familiars
Fill del rei d'Aragó i comte de Barcelona, Alfons III el Benigne i la seva primera esposa, Teresa d'Entença. Mentre ell fou designat hereu del seu pare a la Corona d'Aragó, el seu germà, l'infant Jaume, fou nomenat hereu del comtat d'Urgell.
|  |                                      |  |  |  |  |  |  |  |  |  |  |  |  |  |  |  |
|  | 16. Jaume I d'Aragó (el Conqueridor) |  |  |  |  |  |  |  |  |  |  |  |  |  |  |  |
|  |                                      |  |  |  |  |  |  |  |  |  |  |  |  |  |  |  |
|  |                                      |  |  |  |  |  |  |  |  |  |  |  |  |  |  |  |
|  | 8. Pere III d'Aragó (el Gran)        |  |  |  |  |  |  |  |  |  |  |  |  |  |  |  |
|  |                                      |  |  |  |  |  |  |  |  |  |  |  |  |  |  |  |
|  |                                      |  |  |  |  |  |  |  |  |  |  |  |  |  |  |  |
|  | 17. Violant d'Hongria                |  |  |  |  |  |  |  |  |  |  |  |  |  |  |  |
|  |                                      |  |  |  |  |  |  |  |  |  |  |  |  |  |  |  |
|  |                                      |  |  |  |  |  |  |  |  |  |  |  |  |  |  |  |
|  | 4. Jaume II d'Aragó (el Just)        |  |  |  |  |  |  |  |  |  |  |  |  |  |  |  |
|  |                                      |  |  |  |  |  |  |  |  |  |  |  |  |  |  |  |
|  |                                      |  |  |  |  |  |  |  |  |  |  |  |  |  |  |  |
|  | 18. Manfred I de Sicília             |  |  |  |  |  |  |  |  |  |  |  |  |  |  |  |
|  |                                      |  |  |  |  |  |  |  |  |  |  |  |  |  |  |  |
|  |                                      |  |  |  |  |  |  |  |  |  |  |  |  |  |  |  |
|  | 9. Constança de Sicília              |  |  |  |  |  |  |  |  |  |  |  |  |  |  |  |
|  |                                      |  |  |  |  |  |  |  |  |  |  |  |  |  |  |  |
|  |                                      |  |  |  |  |  |  |  |  |  |  |  |  |  |  |  |
|  | 19. Beatriu de Savoia                |  |  |  |  |  |  |  |  |  |  |  |  |  |  |  |
|  |                                      |  |  |  |  |  |  |  |  |  |  |  |  |  |  |  |
|  |                                      |  |  |  |  |  |  |  |  |  |  |  |  |  |  |  |
|  | 2. Alfons IV d'Aragó (el Benigne)    |  |  |  |  |  |  |  |  |  |  |  |  |  |  |  |
|  |                                      |  |  |  |  |  |  |  |  |  |  |  |  |  |  |  |
|  |                                      |  |  |  |  |  |  |  |  |  |  |  |  |  |  |  |
|  | 20. Carles I d'Anjou                 |  |  |  |  |  |  |  |  |  |  |  |  |  |  |  |
|  |                                      |  |  |  |  |  |  |  |  |  |  |  |  |  |  |  |
|  |                                      |  |  |  |  |  |  |  |  |  |  |  |  |  |  |  |
|  | 10. Carles II d'Anjou                |  |  |  |  |  |  |  |  |  |  |  |  |  |  |  |
|  |                                      |  |  |  |  |  |  |  |  |  |  |  |  |  |  |  |
|  |                                      |  |  |  |  |  |  |  |  |  |  |  |  |  |  |  |
|  | 21. Beatriu I de Provença            |  |  |  |  |  |  |  |  |  |  |  |  |  |  |  |
|  |                                      |  |  |  |  |  |  |  |  |  |  |  |  |  |  |  |
|  |                                      |  |  |  |  |  |  |  |  |  |  |  |  |  |  |  |
|  | 5. Blanca d'Anjou                    |  |  |  |  |  |  |  |  |  |  |  |  |  |  |  |
|  |                                      |  |  |  |  |  |  |  |  |  |  |  |  |  |  |  |
|  |                                      |  |  |  |  |  |  |  |  |  |  |  |  |  |  |  |
|  | 22. Esteve V d'Hongria               |  |  |  |  |  |  |  |  |  |  |  |  |  |  |  |
|  |                                      |  |  |  |  |  |  |  |  |  |  |  |  |  |  |  |
|  |                                      |  |  |  |  |  |  |  |  |  |  |  |  |  |  |  |
|  | 11. Maria d'Hongria                  |  |  |  |  |  |  |  |  |  |  |  |  |  |  |  |
|  |                                      |  |  |  |  |  |  |  |  |  |  |  |  |  |  |  |
|  |                                      |  |  |  |  |  |  |  |  |  |  |  |  |  |  |  |
|  | 23. Elisabet la cumana               |  |  |  |  |  |  |  |  |  |  |  |  |  |  |  |
|  |                                      |  |  |  |  |  |  |  |  |  |  |  |  |  |  |  |
|  |                                      |  |  |  |  |  |  |  |  |  |  |  |  |  |  |  |
|  | 1. Pere IV d'Aragó (el Cerimoniós)   |  |  |  |  |  |  |  |  |  |  |  |  |  |  |  |
|  |                                      |  |  |  |  |  |  |  |  |  |  |  |  |  |  |  |
|  |                                      |  |  |  |  |  |  |  |  |  |  |  |  |  |  |  |
|  | 24. Bernat Guillem de Montpeller     |  |  |  |  |  |  |  |  |  |  |  |  |  |  |  |
|  |                                      |  |  |  |  |  |  |  |  |  |  |  |  |  |  |  |
|  |                                      |  |  |  |  |  |  |  |  |  |  |  |  |  |  |  |
|  | 12. Bernat Guillem d'Entença         |  |  |  |  |  |  |  |  |  |  |  |  |  |  |  |
|  |                                      |  |  |  |  |  |  |  |  |  |  |  |  |  |  |  |
|  |                                      |  |  |  |  |  |  |  |  |  |  |  |  |  |  |  |
|  | 25. Jussiana d'Entença               |  |  |  |  |  |  |  |  |  |  |  |  |  |  |  |
|  |                                      |  |  |  |  |  |  |  |  |  |  |  |  |  |  |  |
|  |                                      |  |  |  |  |  |  |  |  |  |  |  |  |  |  |  |
|  | 6. Gombau d'Entença                  |  |  |  |  |  |  |  |  |  |  |  |  |  |  |  |
|  |                                      |  |  |  |  |  |  |  |  |  |  |  |  |  |  |  |
|  |                                      |  |  |  |  |  |  |  |  |  |  |  |  |  |  |  |
|  | 26. ?                                |  |  |  |  |  |  |  |  |  |  |  |  |  |  |  |
|  |                                      |  |  |  |  |  |  |  |  |  |  |  |  |  |  |  |
|  |                                      |  |  |  |  |  |  |  |  |  |  |  |  |  |  |  |
|  | 13. ?                                |  |  |  |  |  |  |  |  |  |  |  |  |  |  |  |
|  |                                      |  |  |  |  |  |  |  |  |  |  |  |  |  |  |  |
|  |                                      |  |  |  |  |  |  |  |  |  |  |  |  |  |  |  |
|  | 27. ?                                |  |  |  |  |  |  |  |  |  |  |  |  |  |  |  |
|  |                                      |  |  |  |  |  |  |  |  |  |  |  |  |  |  |  |
|  |                                      |  |  |  |  |  |  |  |  |  |  |  |  |  |  |  |
|  | 3. Teresa d'Entença                  |  |  |  |  |  |  |  |  |  |  |  |  |  |  |  |
|  |                                      |  |  |  |  |  |  |  |  |  |  |  |  |  |  |  |
|  |                                      |  |  |  |  |  |  |  |  |  |  |  |  |  |  |  |
|  | 28. ?                                |  |  |  |  |  |  |  |  |  |  |  |  |  |  |  |
|  |                                      |  |  |  |  |  |  |  |  |  |  |  |  |  |  |  |
|  |                                      |  |  |  |  |  |  |  |  |  |  |  |  |  |  |  |
|  | 14. Sanxo d'Antillón                 |  |  |  |  |  |  |  |  |  |  |  |  |  |  |  |
|  |                                      |  |  |  |  |  |  |  |  |  |  |  |  |  |  |  |
|  |                                      |  |  |  |  |  |  |  |  |  |  |  |  |  |  |  |
|  | 29. ?                                |  |  |  |  |  |  |  |  |  |  |  |  |  |  |  |
|  |                                      |  |  |  |  |  |  |  |  |  |  |  |  |  |  |  |
|  |                                      |  |  |  |  |  |  |  |  |  |  |  |  |  |  |  |
|  | 7. Constança d'Antillón              |  |  |  |  |  |  |  |  |  |  |  |  |  |  |  |
|  |                                      |  |  |  |  |  |  |  |  |  |  |  |  |  |  |  |
|  |                                      |  |  |  |  |  |  |  |  |  |  |  |  |  |  |  |
|  | 30. Àlvar I d'Urgell                 |  |  |  |  |  |  |  |  |  |  |  |  |  |  |  |
|  |                                      |  |  |  |  |  |  |  |  |  |  |  |  |  |  |  |
|  |                                      |  |  |  |  |  |  |  |  |  |  |  |  |  |  |  |
|  | 15. Elionor d'Urgell i Montcada      |  |  |  |  |  |  |  |  |  |  |  |  |  |  |  |
|  |                                      |  |  |  |  |  |  |  |  |  |  |  |  |  |  |  |
|  |                                      |  |  |  |  |  |  |  |  |  |  |  |  |  |  |  |
|  | 31. Constança de Montcada            |  |  |  |  |  |  |  |  |  |  |  |  |  |  |  |
|  |                                      |  |  |  |  |  |  |  |  |  |  |  |  |  |  |  |
|  |                                      |  |  |  |  |  |  |  |  |  |  |  |  |  |  |  |

## Matrimonis i descendents

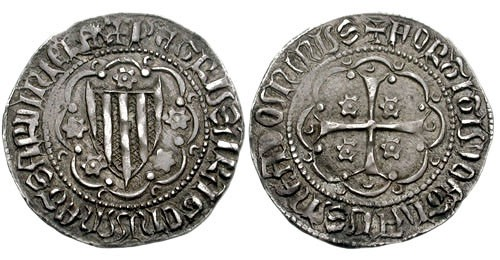
Un alfonsí de Sardenya, de Pere III el Cerimoniós

El 25 de juliol de 1338 es va casar a Alagó (llavors seu de la senyoria d'Alagón, actualment inscrit a la província de Saragossa) amb Maria de Navarra, filla de la reina de Navarra Joana II i Felip III Evreux, de la qual tingueren quatre fills: 
- La infanta Constança d'Aragó (1343-1363), casada el 1361 amb Frederic III de Sicília.
- La infanta Joana d'Aragó (1344-1385), casada el 1373 amb Joan I d'Empúries.
- La infanta Maria d'Aragó (1345-1348).
- L'infant Pere d'Aragó (1347), nascut l'any de la mort de Maria de Navarra.

El 15 de novembre de 1347 es casà a Barcelona amb Elionor de Portugal, filla d'Alfons IV de Portugal, la qual moriria l'any següent, sense descendència, a causa de la pesta negra.
El 27 d'agost de 1349 es casà a la catedral de València amb la seva cosina segona Elionor de Sicília, filla de Pere II de Sicília, amb la qual tingué:
- l'infant Joan d'Aragó (1350-1395), rei d'Aragó i comte de Barcelona.
- l'infant Martí d'Aragó (1356-1410), rei d'Aragó i comte de Barcelona.
- la infanta Elionor d'Aragó (1358-1382), que es casà el 1375 amb Joan I de Castella.
- l'infant Alfons d'Aragó (1362-1364).

L'11 d'octubre de 1377 es casà de nou a Barcelona amb la que seria la seva quarta dona, Sibil·la de Fortià, i amb la qual tingué tres fills:
- l'infant Alfons d'Aragó (1376-1377), comte de Morella, legitimat el 1377.
- l'infant Pere d'Aragó (1379).
- la infanta Isabel d'Aragó (1380-1424), casada el 1407 amb Jaume II d'Urgell.

A la seva mort, el 1387, fou succeït per Joan el Caçador, el més gran dels seus fills mascles.

## Política interna

### Guerra de la Unió

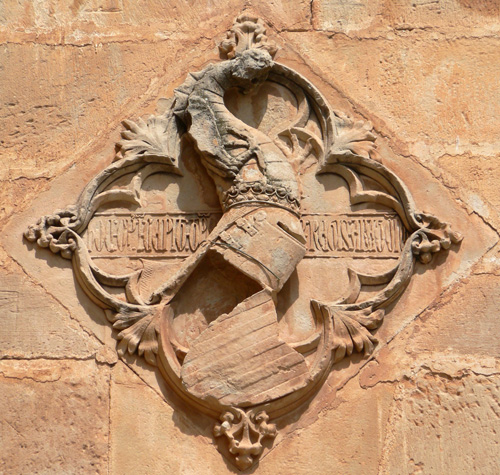
Escut de Pere el Cerimoniós a la porta Reial Monestir de Santa Maria de Poblet

La Guerra de la Unió (1347-48) enfrontà d'una banda el mateix sobirà Pere III el Cerimoniós i les tropes que li eren fidels, coneguts com la Fraternitat, i de l'altra la coalició formada per les anomenades Unió de València i Unió d'Aragó, lligues constituïdes per alguns nobles i el braç popular de les ciutats i viles que s'adheriren al moviment senyorial. El territori de Catalunya es mantingué en aquest cas fidel al rei.
Les hostilitats s'iniciaren el 1347 al Regne de València, on hi va haver un avalot contra el rei encapçalat per la ciutat de València i seguit per bona part de les viles i llogarets del regne. Les classes populars, després d'un seguit de males collites, protestaven contra l'autoritarisme de Pere el Cerimoniós i la càrrega fiscal que suportaven i que tenia per objecte finançar les seves conquestes exteriors.
Al Regne d'Aragó, la Unió d'Aragó no acceptava que el rei hagués nomenat hereva de la corona la seva filla gran Constança d'Aragó i de Navarra i les hostilitat bèl·liques començaren a principis de 1348. La guerra acabà amb la victòria reial a la batalla de Mislata i comportà l'abolició, el 14 d'octubre de 1348, dels Privilegis de la Unió, unes concessions atorgades pel rei Alfons II el Franc a la noblesa aragonesa i valenciana que dataven de 1288, i la repressió dels dirigents de la revolta.

### Generalitat de Catalunya

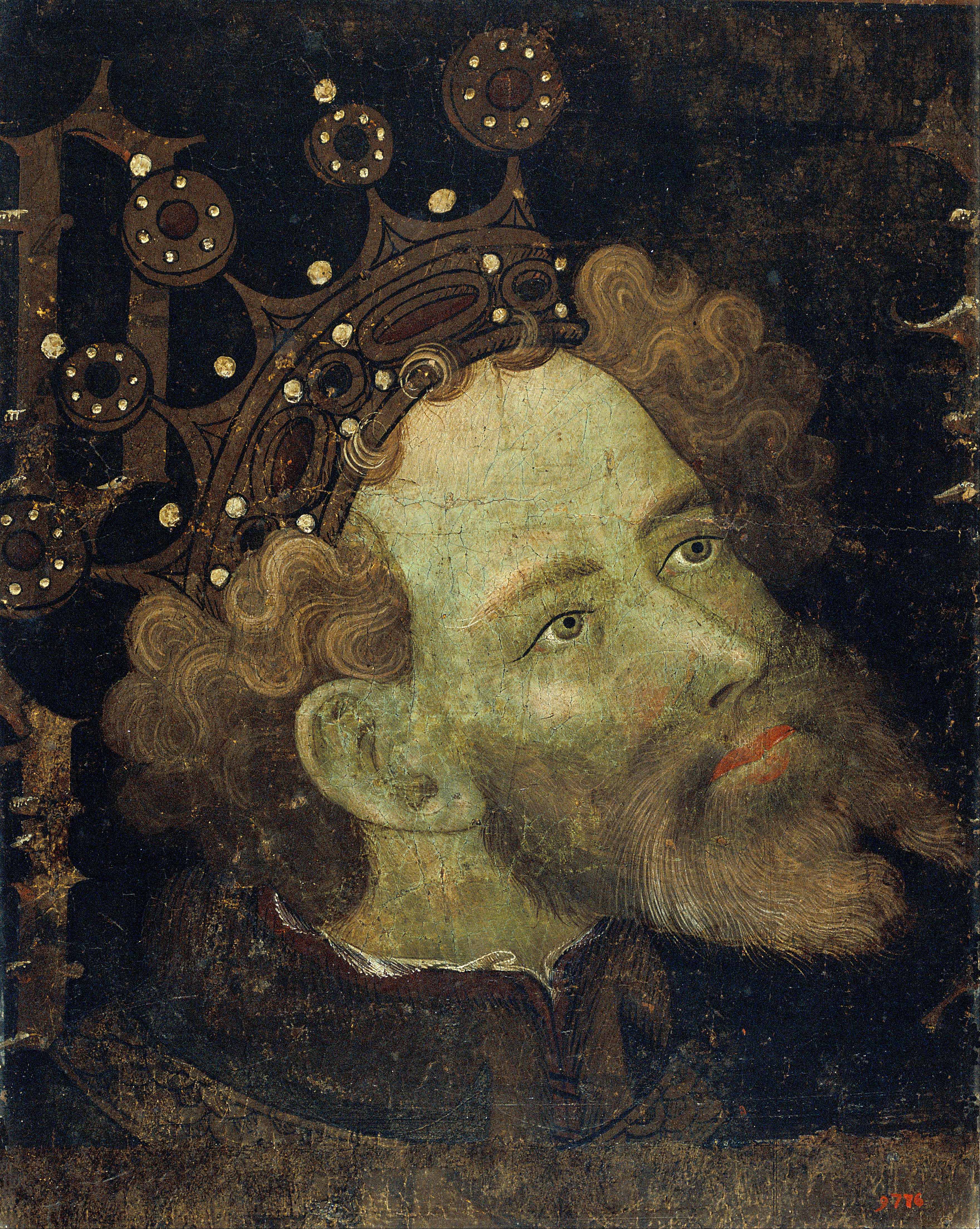
Retrat atribuït a Pere el Cerimoniós obra de Jaume Mateu (1382-1452)

Durant el seu regnat es configurà la Generalitat, a les Corts de Barcelona-Vilafranca-Cervera de 1358 i 1359. Castella havia envaït Aragó i València, i això donà lloc a enfrontaments bèl·lics que ocasionaven grans despeses a la corona. Per això, les Corts van designar dotze diputats amb atribucions executives en màteria fiscal i uns "oïdors de comptes" que controlarien l'administració del donatiu reial. No serà, però, fins a les següents Corts de Montsó (1362) quan la institució tindrà caràcter permanent sota l'autoritat de Berenguer de Cruïlles, bisbe de Girona (1359), qui ha estat considerat el primer President de la Generalitat.
Degut al perill d'estar molt proper al mar el monestir de Santa Maria de Montsió, llavors priorat per Constança de Bellera i del qual el rei n'era un gran protector, el 14 de setembre de 1370 va cedir uns patis i unes cases prop de l'hospital d'en Colom i la casa anomenada d'en Porta, perquè les monges d'aquest convent quedessin més protegides.

### Títols i apanatges
El 1356 crea de nou el Comtat d'Osona i el cedeix a Bernat III de Cabrera, però el 1364 el títol s'integra definitivament a la Corona.
El 1386 confiscà el comtat d'Empúries, que fou incorporat a la corona, al seu gendre Joan I d'Empúries. Aquest s'havia rebel·lat contra el rei per les seves núpcies amb Sibil·la de Fortià i donà suport a la causa de Joan I contra el seu pare.

## Política externa

### Guerra contra Gènova

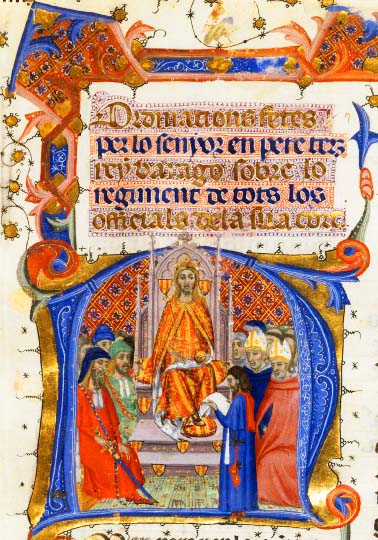
Caplletra N d'un manuscrit en català: Ordinacions fetes per lo senyor en pere terz rey d'aragó sobre lo regiment de tots los officials de la sua cort. Nos [...].
(BNF, ms. esp. 99, f.1)

Tot i haver signat la pau amb Gènova en 1336, el 1351 entrà en la guerra venecianogenovesa contra Gènova, al costat de Venècia, perquè els genovesos promovien revoltes a Sardenya. En aquesta guerra, els genovesos ocuparen l'Alguer, d'on foren foragitats per l'estol català el 1354 i amb la Pau de Sanluri Marià IV d'Arborea obtingué l'autonomia per al jutjat i Pere el Cerimoniós ocupà novament l'Alguer, que fou repoblada amb catalans, la qual cosa explica que aquesta ciutat sarda sigui encara avui catalanoparlant. En un document reial datat del 24 de juny de 1355 Pere el Cerimoniós fixà que la meitat superior de l'escut de l'Alguer havia d'estar formada pel Senyera Reial, fet que avui encara es manté.
Més endavant Pere III hagué de sufocar la rebel·lió dels Arborea a l'illa (1364-86), encarregant una fracassada expedició a Walter Benedict en 1372 i una segona en 1372 a Gilabert de Cruïlles i a les corts de Barcelona de 1368 es convocà l'usatge Princeps namque per fer front a una amenaça exterior al Pallars.

### Guerra contra Castella
Pel Pacte de Madrid de 1339, ajudà Alfons XI de Castella a defensar-se del Marroc, en la batalla naval de Ceuta, la conquesta d'Algesires (1344) i en l'intent de conquesta de Gibraltar (1349).
També protagonitzà l'anomenada guerra dels dos Peres el 1356, amb Pere I el Cruel de Castella, el qual intentava recuperar els territoris murcians que havien passat al Regne de València, havent d'activar l'usatge princeps namque amb les campanyes castellanes de 1359 i 1364. Acabà el 1375 amb el Tractat d'Almazán, sense vencedors ni vençuts. Els desastres d'aquesta guerra es van afegir a la Pesta Negra i altres de naturals, com una gran sequera i diverses plagues de llagosta.

### Reannexió del Regne de Mallorca a la Corona d'Aragó

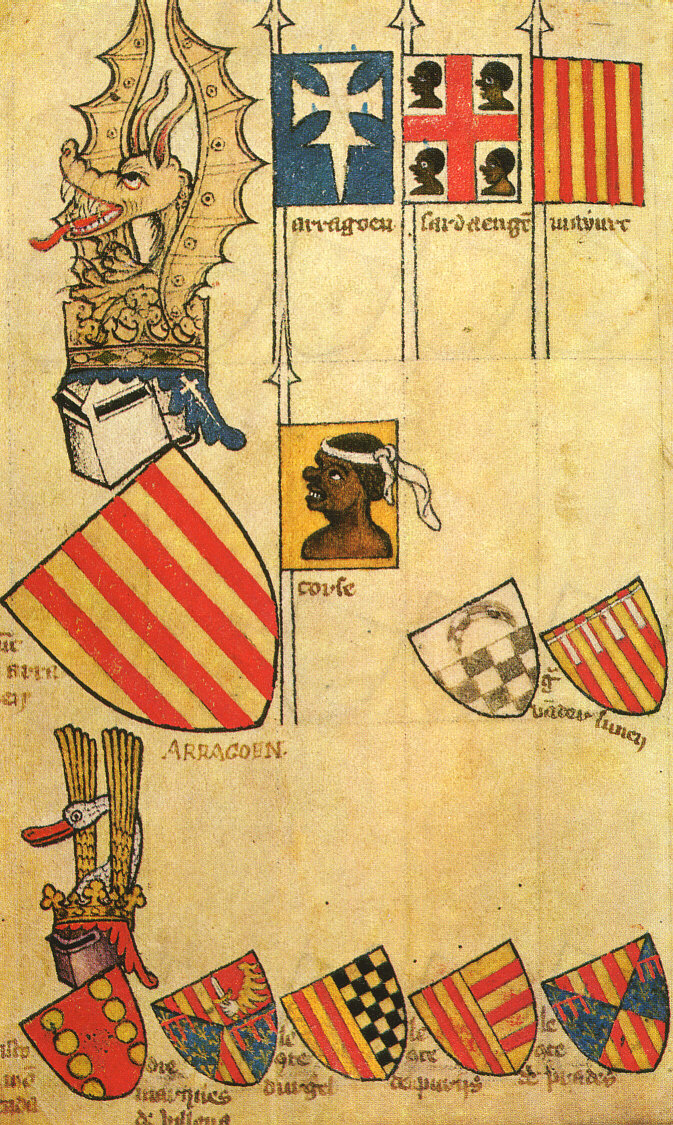
Cirmera creada per Pere IV d'Aragó el Cerimoniós. Armorial de Gelre

Quan començà el regnat de Pere el Cerimoniós, governava el regne de Mallorca el seu cunyat, i oncle llunyà, Jaume III de Mallorca, besnet de Jaume el Conqueridor. Segons el tractat de Perpinyà de 1279 entre Pere II i Jaume II de Mallorca, el rei mallorquí era vassall del catalanoaragonès, infeudació renovada pel tractat d'Argelers, el juny de 1298. Després de la signatura dels dos tractats, però, Jaume II expressà la seva protesta de la infeudació mitjançant documents secrets (1279, 1302) perquè aquesta era contrària al testament de Jaume I.
Després d'enfrontar-s'hi per diverses qüestions, el 1343 Pere el Cerimoniós declarà el rei de Mallorca culpable en el procés obert contra ell i, en compliment de la sentència, envaí Mallorca i derrotà les tropes de Jaume III de Mallorca a Santa Ponça. El 1344 conquerí també el Rosselló, i després de rendir-se Jaume III fou desposseït del seu regne. Tanmateix se li respectà la senyoria de Montpeller, des d'on intentà recuperar la Cerdanya i el Conflent. Jaume III atacà Mallorca el 1349 i el rei activà de nou l'usatge princeps namque i el pretendent fou vençut definitivament a la batalla de Llucmajor, en la qual morí.
Després de la mort i derrota de Jaume III de Mallorca, l'any 1349, Pere el Cerimoniós permeté a Jaume IV de Mallorca, empresonat fins a l'any 1362, mantenir aquest títol de forma purament formal. Jaume s'alià amb Lluís d'Anjou i reclutà un exèrcit de 6.000 mercenaris, amb els quals va envair Catalunya l'agost de 1374 travessant els Pirineus per Conflent, fent una guerra de saqueig i destrucció, i arribant a Sant Cugat del Vallès, mentre els castellans atacaven per Borja. A la mort de Jaume IV l'any 1375, Pere el Cerimoniós assumí el Regne de Mallorca amb l'oposició d'Elisabet de Mallorca, hereva legal del seu germà, però el Cerimoniós incorporà definitivament el Regne de Mallorca a la Corona d'Aragó, que es mantindrà fins als Decrets de Nova Planta de 1714.

## Obres de la Cancelleria reial del rei en Pere terç

L'escut de Pere III el Cerimoniós (Recreació).

El rei en Pere IV d'Aragó (Pere terç) impulsà l'obra literària produïda per la Cancelleria Reial. La Cancelleria Reial era l'organisme administratiu dels reis de la Corona d'Aragó i va ser fundada per Jaume I l'any 1276; s'ocupava de la redacció de tota mena de documents administratius: certificacions, lletres reials o llicències, entre d'altres. Presidia la cancelleria el canceller, que era assistit per un vicecanceller, un guardasegells (o protonotari del segell) i diversos notaris i escrivans (amb el temps es distingiran les funcions del notari, que serà un redactor, de l'escrivà, que serà un copista material dels document); la Cancelleria Reial també comptava amb diversos oficials subalterns amb la missió d'escalfar els segells, portar el registre, etc.

### Crònica particular de Pere el Cerimoniós
La Crònica de Pere el Cerimoniós és una de les quatre grans Cròniques, i se centra en el regnat d'Alfons el Benigne i del seu fill, Pere el Cerimoniós. Està escrita de manera autobiogràfica però va ser escrita pels seus escrivans, i és molt propagandística, ja que sempre pretén justificar les accions dels monarca. El seu estil és molt acurat i correcte, però no té la vivesa de les cròniques anteriors. També encarregà una còpia del Llibre dels fets al copista Joan de Barbastre, de la Cancelleria Reial de Barcelona.

### Cròniques dels reis d'Aragó e comtes de Barcelona
Les Cròniques dels reis d'Aragó e comtes de Barcelona són unes cròniques històriques escrites al segle xiv, d'autor anònim atribuïdes a Pere el Cerimoniós. També es coneixen amb el nom de Crònica general de Pere III el Cerimoniós, per contraposició a la Crònica particular de Pere el Cerimoniós, i més comunament com a Crònica de Sant Joan de la Penya i en llatí Cronica Regum Aragonum et Comitum Barchinone.

### Ordinacions fetes per lo Senyor en Pere terç rey dArago
Les Ordinacions fetes per lo Senyor en Pere terç rey dArago són el conjunt de regles i disposicions estatuïdes vers el 1344 pel rei Pere IV d'Aragó el Cerimoniós sobre funcionament de la Casa reial d'Aragó. Annexa a les Ordinacions de la Casa reial hi ha les ordinacions sobre el ceromonial de coronació dels reis d'Aragó.

## L'ensenyament superior en temps del Cerimoniós
Hi va haver, abans de Pere el Cerimoniós, altres universitats en el territori català. Durant el regnat de Jaume I (1213-1276), hi havia a Montpeller un centre universitari dedicat a la medicina, que havia estat creat l'any 1220 pel cardenal Conrad (tot i que fins al 1289 no va rebre la butlla papal). Després de la mort del monarca, la ciutat va passar a la casa de Mallorca a través del seu fill Jaume II i, malgrat que uns anys després Pere el Cerimoniós va recuperar el regne de Mallorca per la casa de Barcelona (conquerint Mallorca, el 1343, i el Rosselló, un any després), es va respectar al rei derrotat, Jaume III, la senyoria de Montpeller. Aquest, tanmateix, la va vendre a Felip IV de França el 1349, per finançar el contraatac contra Pere el Cerimoniós. D'aquesta manera, la Universitat passava també al regne francès.

### Estudi General de Lleida
A Lleida hi hagué, des de l'any 1300, un Estudi General o Universitat. El rei Jaume II (1291-1327) rebé una carta dels paers (membres del consell municipal) de Lleida, on se li sol·licitava la creació d'un Estudi General. El rei envià l'advocat Bernat Bonet a Roma per demanar una butlla al Papa que permetés crear la Universitat. Bonifaci VIII l'emeté l'1 d'abril de 1297. Tres anys després, el monarca ratificà el privilegi papal i a l'Estudi General de Lleida es van poder impartir classes legalment. Amb la creació d'aquest nou Estudi, es beneficiava la ciència i s'evitava que els súbdits haguessin d'anar fora a estudiar. Cal tenir en compte que la pèrdua de la Universitat de Montpeller havia deixat un buit important, que fou omplert amb l'Estudi de Lleida. Les matèries que es donaven eren les quatre més importants: dret canònic, dret civil, filosofia i medecina. L'estudi comptava amb certs privilegis: immunitat respecte als deutes, amnistia per a delictes lleus dels alumnes, inviolabilitat domiciliaria, creació d'un barri d'estudiants, possibilitat d'escollir tribunal en cas de judici, exempció tributària i obertura de l'Estudi per a tothom.
El rei Pere, el mateix any que començà a regnar, ratificà aquest privilegis i franqueses de la Universitat, segurament per guanyar-se el favor de la ciutat de Lleida. L'any 1344, degut al conflicte anteriorment mencionat amb el seu cunyat, el rei Jaume III de Mallorca, manà cridar Hug de Fenollet, jurista molt prestigiós de Mallorca, per donar-li una plaça de professor a Lleida (el mateix rei nomenava professors sense cap examen previ). El monarca degut als problemes econòmiques de l'Estudi i per pagar les soldades dels doctors crea un impost que gravava el vi de la ciutat de Lleida. Aquest impost, anomenat lliura del vi, obligava a pagar un de cada vint sous de vi venut a l'Estudi General.

### El trencament del monopoli lleidatà: Perpinyà (1349)

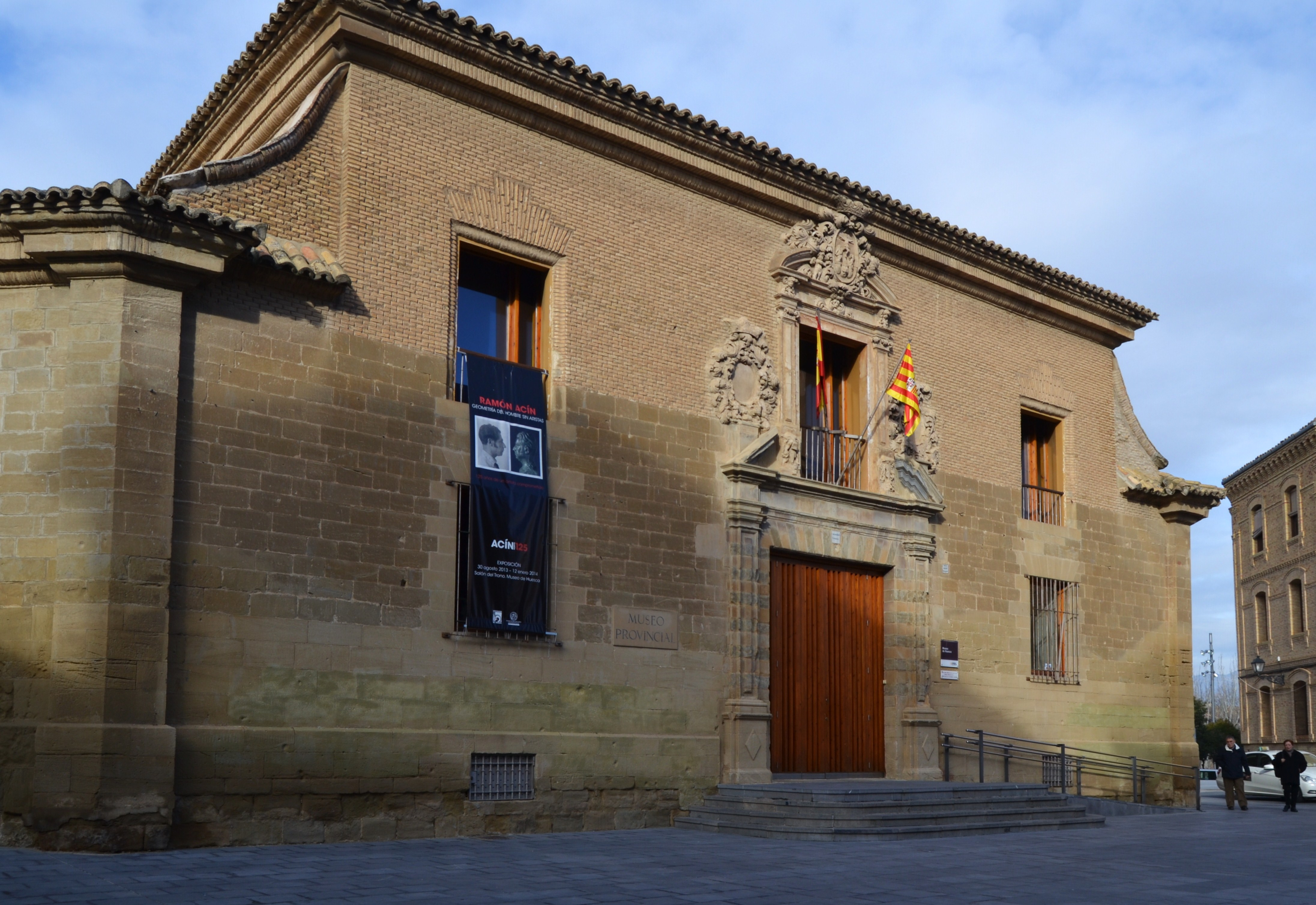
Antic edifici de la Universitat d'Osca (avui convertit en museu)

Pere el Cerimoniós creà dues noves universitats: la de Perpinyà i Osca, trencant així el monopoli lleidatà de l'ensenyament superior. Perpinyà obtingué el privilegi reial per impartir els estudis de dret civil, dret canònic, teologia i arts, el 1349. Aquest estudi es creà per suplir el buit provocat per la venda de Montpeller. Un any més tard, el rei Pere escrigué al papa Climent VI per demanar-li que els atorgués una butlla amb els mateixos privilegis de les universitats de Montpeller i Tolosa. La mal relació amb la cúria papal, tanmateix feu, que Climent VII no l'emetés fins a l'any 1379. La butlla atorgava caràcter universal a l'Estudi i en modificava les matèries impartides. Se substituí la teologia per la medicina, segurament a causa de l'expansió de la pesta negra, el 1348. Els estatuts de les universitats eren els mateixos que els de l'Estudi General Lleidatà. Foren redactats entre 1380 i 1390. Segons aquesta reglamentació, si es tenia el títol de mestre en arts, els estudis de medicina es reduïen a un any. Dins dels estudis de medecina hi havia diverses categories: batxiller, llicenciat, mestre i doctor.
Per a l'obtenció del grau de batxiller s'havia de seguir el curs al llarg de tres anys i ser examinat pel professor. Per assolir la llicenciatura calia superar un examen d'ingrés en què l'aspirant era presentat al tribunal que l'examinaria. Després se li exigien sis anys de lectures supervisades per dos professors de medicina, un de teoria i un de pràctica. Un cop finalitzats els sis anys de lliçons s'havia de superar un examen públic i un altre d'escrit. Si se superaven, s'obtenia finalment el grau. Per arribar a ser doctor, se sotmetia el llicenciat a un nou examen realitzat pels mestres, a l'església de Sant Joan de Perpinyà.
Per assegurar-se la presència d'estudiants, l'infant Joan exigí al govern municipal de Perpinyà que subvencionés habitatges per als alumnes, l'any 1381, i així facilitar l'assistència d'estudiants de llocs llunyans.

### El trencament del monopoli lleidatà: Osca (1354)
L'any 1346, essent el rei a la ciutat de València, rebé de les autoritats municipals de la ciutat de Saragossa la demanda de traslladar l'Estudi de Lleida a la seva ciutat. El monarca no hi va accedir, però va autoritzar, com a contrapartida, la fundació de la Universitat d'Osca, que va tenir lloc l'any 1354.
Cal suposar que la tria d'Osca en lloc de Saragossa fou deguda al conflicte del Cerimoniós amb els nobles de la Unió Aragonesa. L'Estudi General, en principi, estava en mans dels jurats de la ciutat d'Osca. Les assignatures que impartien a Osca eren les mateixes que a Perpinyà, afegint-hi filosofia, i els seus estatuts estaven basats en els de Tolosa, Montpeller i Lleida.
El finançament representava un autèntic problema per a moltes universitats medievals, com ara la Universitat de Palència (la primera de la península Ibèrica, fundada el 1220 pel bisbe Tello Téllez de Meneses ajuntant les diverses escoles catedralícies de la ciutat). Les dificultats per aconseguir recursos econòmics van fer que, vuit anys després de la seva fundació, se celebrés un concili per reconduir la situació del centre. Tanmateix, aquest desapareixeria un any després de la mort de Téllez, el 1247. Després d'aquesta experiència, Osca cercà finançament a través de dues vies. La primera fou oferir exempcions fiscals als jueus i sarraïns. L'any 1357, trobant-se el monarca a Sarinyena, redactà una previsió reial segons la qual els jueus havien de contribuir amb mil i els sarraïns amb cinc-cents sous jaquesos al manteniment de l'estudi. El document no especificava la duració d'aquestes càrregues fiscals, i un any després, el rebaixà les quantitats a causa de la guerra contra Castella. No era el primer cop que el monarca utilitzava els jueus o sarraïns per pal·liar els seus deutes. Aquests formaven part del domini directe del monarca i eren de la seva propietat. L'any 1309, s'obligà als jueus de Barcelona, Girona, Tortosa i Lleida a finançar la campanya contra la ciutat d'Almeria, controlada pels sarraïns.
La segona forma de finançament tenia com a finalitat el pagament dels sous dels professors, i consistia en una taxa sobre una mercaderia. Aquest nou impost fou creat un any després de la fundació de la Universitat, a través del Governador d'Aragó, Miquel de Gurrea. Si a Lleida es gravava el vi, a Osca s'optà per gravar la carn. Per cada lliura de carn, s'havia de donar un òbol a l'Estudi. Això afectava a totes les carnisseries de la ciutat, excepte la dels sarraïns. Això feu que per estalviar-se la donació, molts ciutadans compressin la carn a aquesta carnisseria. Això s'acabà quan Pere el Cerimoniós feu extensible el pagament de l'impost a la carnisseria sarraïna.

### Els problemes de l'estudi d'Osca
No se sap com es desenvolupà la vida estudiantil a Osca. Una carta de 1358 de rei, dirigida al Governador d'Aragó, li demanava si la universitat funcionava amb normalitat, ja que, en cas contrari, hauria de retirar l'impost que pagaven els jueus.
Tenint en compte que la butlla papal per a l'Estudi d'Osca no arribà fins a l'any 1464, ja en temps del rei Joan II, no sembla probable que tingués gaire vida acadèmica ni estudiantil. La butlla, a més a més, atorgava el control de la Universitat als monestirs de Montearagón i San Juan de la Peña, i també prior del Pilar de Saragossa. Això comportà la refundació del centre, a finals del segle xv.
Els problemes econòmics persistien. L'agost de 1356, el rei exigí als infançons d'Osca el pagament d'una quantitat per als salaris de mestres i doctors. Aquest tingué lloc tres mesos després, gràcies a la intervenció del justícia aragonès.
La competència de centres particulars d'ensenyament feu decaure a poc a poc l'Estudi d'Osca. L'any 1268 trobem un centre privat a Barbastre, i el 1325 en documenten un a Terol. Tres anys després, el rei Alfons III va donar refugi a Uncastillo als jueus que venien de Navarra. El rei prohibí que els estudiants de gramàtica els molestessin, sobretot el Divendres Sant. També sabem que, per aquestes dates, també funcionava un estudi d'arts liberals a Saragossa, ja que el 1335 el futur rei Pere, llavors infant, concedí una pensió a Jordanet d'Urries per estudiar-hi durant dos anys. Poc després –l'any 1339--, el monarca rebé la queixa de dos estudiants que havien estat assaltats quan sortien de Saragossa. Tots dos eren estudiants del Gimnàs d'arts liberals.
Hi havia d'altres centres particulars, que no estan gaire documentats, com el de Calataiud. El 16 de juliol de 1320, Jaume II instà el consell de la ciutat a entregar els censos precisos per als estudiants de medecina i teologia. Els diu també que disposen dels diners deixats per Pere Celler, per a la formació de futurs especialistes en aquestes dues matèries. Aquestes ajudes de Pere Celler, les podem considerar com un precedent de les beques per a estudiants. L'any 1328, el rei Alfons III manà a Joan Gómez que investigués el clergue Mateu, que es dedicava a activitats que estaven fora de la medecina i la teologia. Aquest es dedicava a vagarejar sense estudiar i venent els llibres, de manera que el rei manà al jutge de Calataiud, Alfons Muñoz, que l'obligués a complir les condicions imposades pel consell, ja que havia rebut ajudes dels diners atorgats per Pere Celler.
Com es pot entendre, la transmissió de coneixements durant aquesta època estava lligada tant al poder terrenal, representat en el monarca, com al poder espiritual, encarnat en el pontífex. Sense l'acord d'aquests dos poders no es podien crear noves universitats. Però, alhora, com passava en pràcticament tots els àmbits de l'organització política i social de l'Edat Mitjana, ambdós competien aferrissadament. Així, el sorgiment de centres privats o particulars deslligats del poder eclesiàstic, que es va accelerar durant el regnat de Pere el Cerimoniós, va representar una dura competència per als centres oficials, com s'ha vist en el cas de l'Estudia d'Osca.

## Taules de Pere el Cerimoniós
Pere III el Cerimoniós va ser un gran impulsor de la cartografia i de l'astronomia, promulgant per decret pel que tota nau catalana havia de dur a bord, entre d'altres, un compàs, una carta portolana, i un astrolabi. Com complement doncs d'aquesta llei, va encarregar (1360-1380) a Jacob Corsino unes noves taules, que havien iniciat en Pere Gilbert i van finalitzar Dalmau Sesplanes, construint un observatori i fabricant uns instruments de mesura (esferes armil·lars, quadrants, astrolabis, etc.), de gran mida per a guanyar precisió, únics al seu temps i ja desapareguts.
Obres de la Cancelleria reial del rei en Pere terç

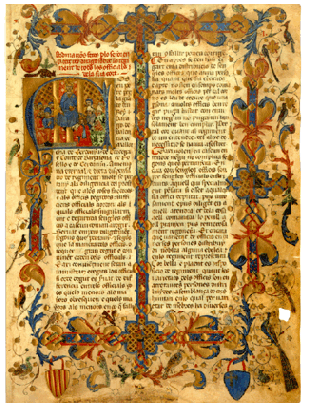
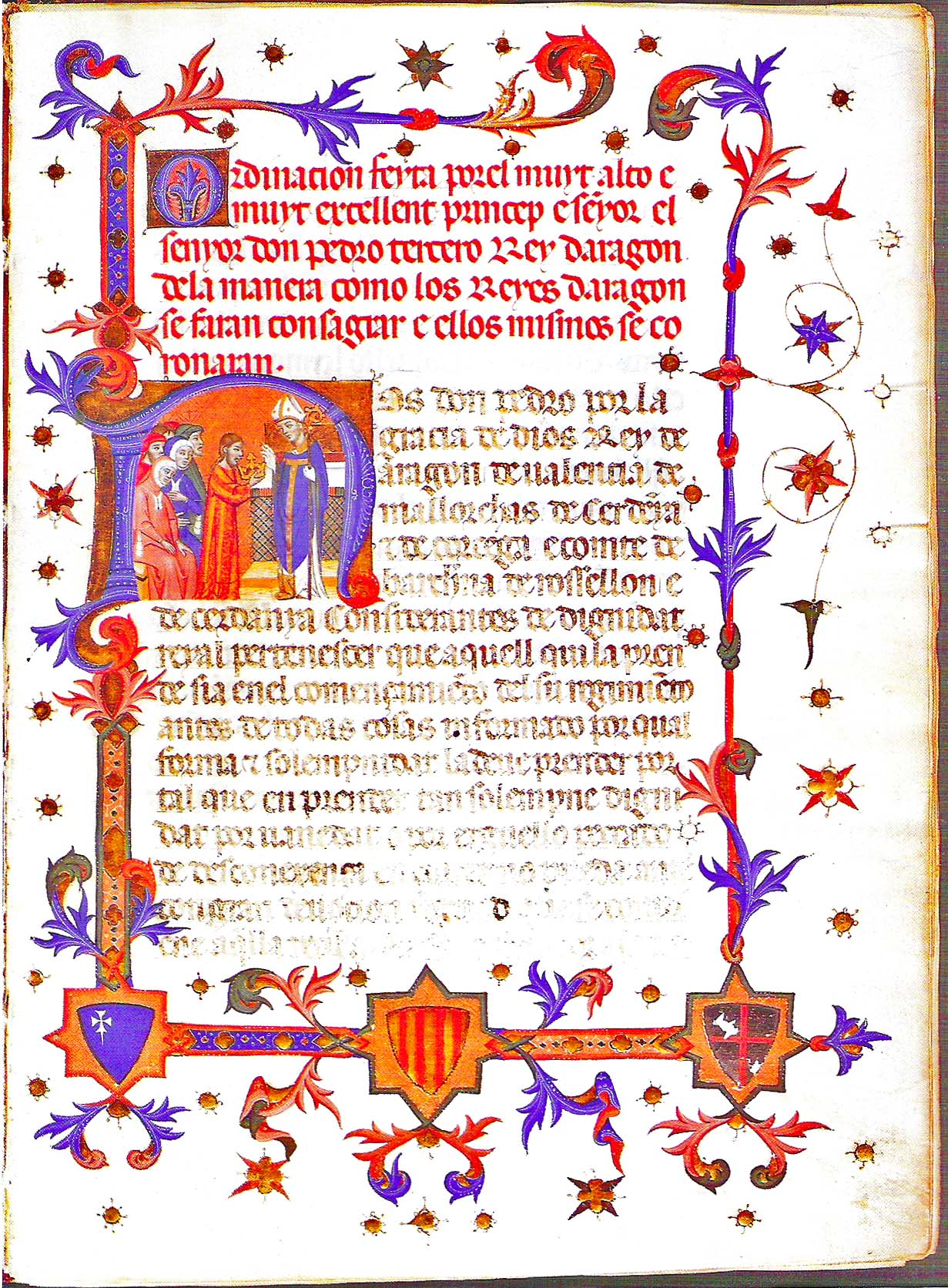
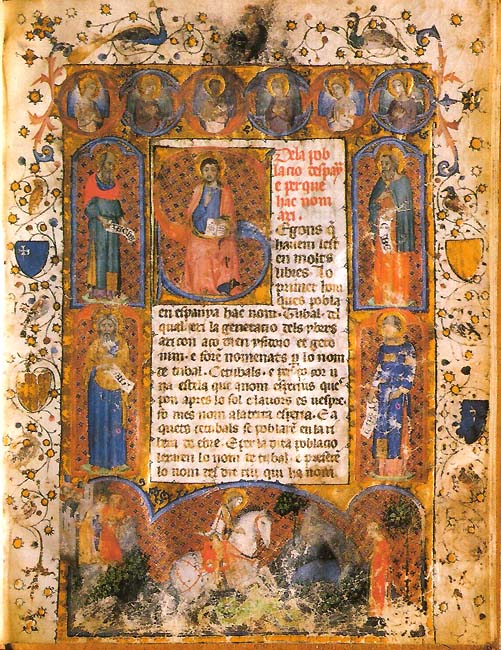

- Ordinacions de la Casa
- Ceremonial de coronació
- Crònica dels Reis d'Aragó

## Títols i successors
- A 5 de setembre del 1336: Sig+num Petri, Dei gratia regis Aragonum, Valencie, Sardinie et Corsice, comitisque Barchinone[20]

- A 6 de desembre del 1347: Nos Petrus, Dei gratia rex Aragonum, Valencie, Maioricarum, Sardinie et Corsice, comesque Barchinone, Rossilionis et Ceritanie[21]

- A 4 de març del 1384: Nos Petrus Dei gratia rex Aragonum, Valencie, Maioricarum, Sardinie et Corsice, comesque Barchinone, Rossilionis et Ceritanie[22]

| Pere el Cerimoniós (Senyal antich del rey Daragó) (Senyal Reial) (Armes del regne d'Aragó) Casa d'Aragó del llinatge del comte de Barcelona Naixement: Balaguer, 5 d'octubre de 1319 Mort: Barcelona 5 de gener de 1387 | |                                         |
| Títols | |                                         |
| Precedit per: Alfons III "el Benigne" (pare) | Rei d'Aragó (Llista de reis d'Aragó) Rei d'Aragó, Comte de Sobrarb (1336–1387) | Succeït per: Joan I "el Caçador" (fill) |
| Precedit per: Alfons III "el Benigne" (pare) | Rei de València (Llista de reis de València) (1336–1387) | Succeït per: Joan I "el Caçador" (fill) |
| Precedit per: Alfons III "el Benigne" (pare) | Rei de Sardenya i Còrsega (Llista de reis de Sardenya) (1336–1387) | Succeït per: Joan I "el Caçador" (fill) |
| Precedit per: Alfons III "el Benigne" (pare) | Comte de Barcelona (Llista de comtes de Barcelona) - Principatus - Comtat de Barcelona, Comtat de Girona, Comtat d'Osona, Comtat de Manresa, Comtat de Conflent, Comtat de Berga (1336–1387) | Succeït per: Joan I "el Caçador" (fill) |
| — Territori conquerit: — Batalla de Llucmajor (1349) — Destronat — Jaume III de Mallorca "el Temerari" | Rei de Mallorca (Llista de reis de Mallorca) (1349–1387) | Succeït per: Joan I "el Caçador" (fill) |
| — Territori conquerit: — Batalla de Llucmajor (1349) — Destronat — Jaume III de Mallorca "el Temerari" | Comte de Rosselló i Cerdanya (Llista de comtes de Rosselló) Comtat de Rosselló, Vallespir Comtat de Cerdanya, Comtat de Conflent (1349–1387)                                                 | Succeït per: Joan I "el Caçador" (fill) |
| Precedit per: Maria de Sicília | Duc d'Atenes i Neopàtria (Llista de d'Atenes i Neopàtria) (1381–1387) | Succeït per: Neri I Acciaiuoli          |
| Precedit per: Joan I d'Empúries | Comte d'Empúries (Llista de comtes d'Empúries) (1386–1387) | Succeït per: Joan I d'Empúries          |